# Achim Reichel
Achim Reichel, né le 28 janvier 1944 à Wentorf bei Hamburg (Schleswig-Holstein), est un chanteur, compositeur, musicien et producteur allemand.

## Biographie et carrière artistique
Reichel fonda le groupe The Rattles (en) en 1960, un des groupes allemands les plus populaires de musique Beat à l'instar du groupe The Lords. Ils firent même une tournée avec les Rolling Stones en 1963.
Reichel a également mis en musique des classiques allemands et notamment ceux du répertoire lyrique nord allemand, tel que Le Roi des Aulnes (Erlkönig en allemand).

## Discographie

### Sélection de chansons connues
- Trag es wie ein Mann (1967)
- Ich hab von dir geträumt (1982)
- Der Spieler (1982) D #27
- Nachtexpress (1984)
- Für immer und immer wieder (1988)
- Fledermaus (1988)
- Fliegende Pferde (1989) D #55
- Kreuzworträtsel (1990) D #53
- Aloha Heja He (1991) D #5
- Kuddel Daddel Du (1991) D #48
- Auf Der Rolltreppe (1991) D #70
- Ein Freund bleibt immer ein Freund (1992)
- Amazonen (1993) D #94
- Wahre Liebe (1993) D #81
- Exxon Valdez (1989) D

### Albums en concert et en studio

#### Solo
- Die grüne Reise (1971) − (A. R. & Machines)
- Propeller (1972)
- Echo (1972) − (A. R. & Machines)
- AR3 (1973) − (A. R. & Machines)
- A.R.IV (1973) − (A. R. & Machines)
- AR5 Autovision (1974) − (A. R. & Machines)
- Erholung (1975 - Live Aufnahmen von 1973) − (A. R. & Machines)
- Dat Shanty Alb’m (1976 – englisch/plattdeutsch)
- Klabautermann (1977)
- Regenballade (1978)
- Heiße Scheibe (1979)
- Ungeschminkt (1980)
- Blues in Blond (1981)
- Nachtexpress (1983)
- Eine Ewigkeit unterwegs (1986)
- Fledermaus (1988)
- Was Echtes (1989)
- Melancholie und Sturmflut (1991)
- Wahre Liebe (1993)
- Große Freiheit – live (1994)
- Oh Ha! (1996)
- Entspann dich (1999)
- Wilder Wassermann (2002)
- 100 % Leben (2004)
- Volxlieder (2006)
- Michels Gold (2008)
- SOLO MIT EUCH - mein Leben - meine Musik, gesungen und erzählt (2010)

#### Avec The Rattles
- Twist im Star-Club (1963, Philips)
- Twist-Time im Star-Club Hamburg (1964, Ariola)
- Live im Star-Club Hamburg (1964)
- The Searchers meet the Rattles (1964, Mercury)
- Star Club Show 1 (1965, Star-Club Records)
- Liverpool Beat (1965, Star-Club Records)
- Hurra, die Rattles kommen (1965, Star-Club Records)
- Hot Wheels (1988, Mercury)
- Painted Warrior (1990, Mercury)

### Compilations
- Herz Ist Trumpf − das Beste von Achim Reichel (1997)
- Echos aus Zeiten der grünen Reise (1998)
- Der Spieler (1996)

### Avec The Rattles
- Hurra, die Rattles kommen (Kinofilm) (1966)

## Distinctions
- Ruth (Musikpreis) RUTH – Der deutsche Weltmusikpreis 2007
- RSH-Gold 1992